# Bracon pigeroides
Bracon pigeroides är en stekelart som beskrevs av Papp 1971. Bracon pigeroides ingår i släktet Bracon och familjen bracksteklar. Inga underarter finns listade.